# Yeshuah
Yeshuah é um romance gráfico escrito e desenhado por Laudo Ferreira e com arte-final de Omar Viñole. O livro conta a história de Jesus Cristo, tendo por base os Evangelhos de Mateus, Marcos, Lucas e João, além de textos apócrifos e informações históricas. A história é contada por Maria Madalena que, como todos os personagens do livro, é chamada por seu nome hebraico Miriam Magdalit. O livro foi originalmente publicado em três partes pela Devir Livraria e, posteriormente, em volume único com diversos extras, como esboços, estudos, fotos, referências visuais e bibliográficas, além de um glossário com os termos em hebraico, biografias dos autores e um prefácio da pesquisadora e filosofa Júlia Bárány Yaari.

## Livros e prêmios
- 2009 - Yeshuah - Assim em cima assim em baixo - 26º Prêmio Angelo Agostini, na categoria "melhor roteirista"[5]
- 2010 - Yeshuah - O círculo interno o círculo externo
- 2014 - Yeshuah - Onde tudo está - 31º Prêmio Angelo Agostini, na categoria "melhor lançamento", 27º Troféu HQ Mix, na categoria "melhor desenhista nacional"[6][7]
- 2016 - Yeshuah - Absoluto (compilação dos três álbuns originais) - 29º Troféu HQ Mix, nas categorias "melhor edição especial nacional", "melhor roteirista nacional" e "melhor arte-finalista nacional"[8]